# Liste des localités de l'oblast de Magadan
Au 1er octobre 2021, il y avait 72 localités dans l'oblast de Magadan, dont , :
- 25 établissements urbains, dont :
  - 2 villes ( Magadan et Soussouman ),
  - 23 communes urbaines, dont 2 sans population ;
- 47 établissements ruraux (dont 10 sans population).

Dans la liste, les localités sont réparties (dans le cadre de la structure administrative-territoriale ) entre 1 ville d'importance régionale et 8 raïons , . Au sein de l'organisation de l'autonomie locale (unités municipales), elles sont réparties entre 1 okroug urbain et 8 okroug municipaux ).
La population des localités est donnée selon le recensement de la population au 1er octobre 2021.

## Ville d'importance régionale (okroug urbain)

### Ville de Magadan
| Liste des localités | Liste des localités | Liste des localités | Liste des localités |
| N°                  | Localité            | Statut              | Population          |
| ------------------- | ------------------- | ------------------- | ------------------- |
| 1                   | Magadan             | ville               | 90 757              |
| 2                   | Sokol               | commune urbaine     | 3892                |
| 3                   | Ouptar              | commune urbaine     | 1701                |

## Raïons

### Raïon d'Ola
| Liste des localités | Liste des localités | Liste des localités | Liste des localités |
| N°                  | Localité            | Statut              | Population          |
| ------------------- | ------------------- | ------------------- | ------------------- |
| 1                   | Arman               | village             | 821                 |
| 2                   | Balagannoïe         | village             | 187                 |
| 3                   | Gadlia              | village             | 395                 |
| 4                   | Kliopka             | village             | 472                 |
| 5                   | Ola                 | commune urbaine     | 5643                |
| 6                   | Radoujni            | village             | 96                  |
| 7                   | Talon               | village             | 210                 |
| 8                   | Taouïsk             | village             | 319                 |
| 9                   | Takhtoïamsk         | village             | 201                 |
| 10                  | Iamsk               | village             | 111                 |
| 11                  | Iana                | village             | 56                  |
| 12                  | Ianski              | village             | 29                  |

### Raïon d'Omsouktchan
| Liste des localités | Liste des localités | Liste des localités | Liste des localités |
| N°                  | Localité            | Statut              | Population          |
| ------------------- | ------------------- | ------------------- | ------------------- |
| 1                   | Verkhni Balygytchan | village             | 2                   |
| 2                   | Galimy              | commune urbaine     | 3                   |
| 3                   | Doukat              | commune urbaine     | 1044                |
| 4                   | Merenga             | village             | 1                   |
| 5                   | Omsouktchan         | commune urbaine     | 3493                |

### Raïon du Nord-Evensk
| Liste des localités | Liste des localités | Liste des localités | Liste des localités |
| N°                  | Localité            | Statut              | Population          |
| ------------------- | ------------------- | ------------------- | ------------------- |
| 1                   | Verkhni Paren       | village             | 73                  |
| 2                   | Garmanda            | village             | 56                  |
| 3                   | Guijiga             | village             | 98                  |
| 4                   | Topolovka           | village             | 54                  |
| 5                   | Tchaiboukha         | village             | 0                   |
| 6                   | Évensk              | commune urbaine     | 1267                |

### Raïon de la Srednekan
| Liste des localités | Liste des localités | Liste des localités | Liste des localités |
| N°                  | Localité            | Statut              | Population          |
| ------------------- | ------------------- | ------------------- | ------------------- |
| 1                   | Balygytchan         | village             | 2                   |
| 2                   | Verkhni Seïmtchan   | village             | 116                 |
| 3                   | Kolymskoïe          | village             | 4                   |
| 4                   | Seïmtchan           | commune urbaine     | 2109                |

### Raïon de Soussouman
| Liste des localités | Liste des localités | Liste des localités | Liste des localités |
| N°                  | Localité            | Statut              | Population          |
| ------------------- | ------------------- | ------------------- | ------------------- |
| 1                   | Arkagala            | village             | 0                   |
| 2                   | Belitchan           | commune urbaine     | 0                   |
| 3                   | Bolchevik           | commune urbaine     | 8                   |
| 4                   | Bourkandia          | village             | 0                   |
| 5                   | Kadyktchan          | commune urbaine     | 1                   |
| 6                   | Kedrovi             | village             | 37                  |
| 7                   | Maldiak             | village             | 175                 |
| 8                   | Miaounja            | commune urbaine     | 1069                |
| 9                   | Soussouman          | ville               | 4439                |
| 10                  | Oudarnik            | village             | 0                   |
| 11                  | Oust-Khaktchan      | village             | 0                   |
| 12                  | Kholodni            | commune urbaine     | 651                 |
| 13                  | Chiroki             | village             | 78                  |

### Raïon de la Tenka
| Liste des localités | Liste des localités      | Liste des localités | Liste des localités |
| N°                  | Localité                 | Statut              | Population          |
| ------------------- | ------------------------ | ------------------- | ------------------- |
| 1                   | Possiolok imeni Gastello | village             | 24                  |
| 2                   | Koullou                  | village             | 0                   |
| 3                   | Madaoun                  | village             | 82                  |
| 4                   | Moï-Ourousta             | village             | 0                   |
| 5                   | Obo                      | village             | 1                   |
| 6                   | Omtchak                  | village             | 442                 |
| 7                   | Transportny              | village             | 95                  |
| 8                   | Oust-Omtchoug            | commune urbaine     | 2523                |

### Raïon de la Khassyne
| Liste des localités | Liste des localités | Liste des localités | Liste des localités |
| N°                  | Localité            | Statut              | Population          |
| ------------------- | ------------------- | ------------------- | ------------------- |
| 1                   | Atka                | commune urbaine     | 20                  |
| 2                   | Karamken            | village             | 3                   |
| 3                   | Palatka             | commune urbaine     | 3965                |
| 4                   | Splavnaïa           | village             | 44                  |
| 5                   | Stekolni            | commune urbaine     | 2125                |
| 6                   | Talaïa              | village             | 364                 |
| 7                   | Khassyne            | village             | 302                 |

### Raïon de Iagodnoïe
| Liste des localités | Liste des localités   | Liste des localités | Liste des localités |
| N°                  | Localité              | Statut              | Population          |
| ------------------- | --------------------- | ------------------- | ------------------- |
| 1                   | Bourkhala             | commune urbaine     | 150                 |
| 2                   | Verkhni At-Ouryakh    | commune urbaine     | 0                   |
| 3                   | Debine                | commune urbaine     | 460                 |
| 4                   | Possiolek imeni Gorki | village             | 0                   |
| 5                   | Orotoukan             | commune urbaine     | 880                 |
| 6                   | Polevoï               | village             | 1                   |
| 7                   | Senokosni             | village             | 3                   |
| 8                   | Sinégorié             | commune urbaine     | 1891                |
| 9                   | Spornoïe              | village             | 0                   |
| 10                  | Stan Outini           | village             | 2                   |
| 11                  | Taskan                | village             | 0                   |
| 12                  | Chtourmovoï           | village             | 3                   |
| 13                  | Elguen                | village             | 2                   |
| 14                  | Iagodnoïe             | commune urbaine     | 2846                |

## Localités dissoutes
Entre 2014 et 2019, certaines localités de la région ont été abolies.
| Non. | localité                | Statut de localité | Raïon (okroug urbain) | date de suppression |
| ---- | ----------------------- | ------------------ | --------------------- | ------------------- |
| 1    | Bourkot                 | village            | Khassyne              | 1 juillet 2016      |
| 2    | Possoliok imen Matrosov | village            | Tenka                 | 11 septembre 2019   |
| 3    | Larioukovaïa            | village            | Iagodnoïe             | 23 mars 2017        |
| 4    | Malaïa Chaybukha        | village            | Nord-Evensk           | 28 septembre 2017   |
| 5    | Molotchnaïa             | village            | Khassyne              | 1 juillet 2016      |
| 6    | Novaïa Arman            | village            | Khassyne              | 1 juillet 2016      |
| 7    | Orotouk                 | village            | Tenka                 | 7 décembre 2017     |
| 8    | Povorotni               | village            | Khassyne              | 1 juillet 2016      |
| 9    | Proletarski             | village            | Iagodnoïe             | 23 mars 2017        |
| 10   | Retchnaïa               | village            | Iagodnoïe             | 23 mars 2017        |
| 11   | Oust-Srednekan          | village            | Srednekan             | 15 mai 2014         |
| 12   | Iablonevi               | village            | Khassyne              | 7 novembre 2019     |
| 13   | Iana                    | village            | Tenka                 | 15 décembre 2016    |